# 奥山温泉
奥山温泉（おくやまおんせん）は山梨県南巨摩郡南部町福士にある温泉。

## 泉質
- アルカリ性単純硫黄泉
  - 泉温　43℃

## 温泉地
南部町にある篠井山の登山口、標高600メートルの山中に日帰り入浴施設と宿泊施設を兼ねた一軒宿の「奥山温泉」が存在する。
宿泊は金土日のみ可能。携帯電話はドコモ・ソフトバンクは接続可能。

## 歴史
- 1992年（平成4年）- 開湯。

## アクセス
- JR身延線井出駅から車で約40分。

- 新東名高速道路新富士ICより中部横断自動車道富沢IC経由、車で50分。